# Jacek Rzempołuch
Jacek Rzempołuch (ur. 10 czerwca 1935, zm. 13 lipca 1999) – polski lekarz, specjalista położnictwa i ginekologii, profesor nauk medycznych, konsultant wojewódzki z zakresu położnictwa i ginekologii. W latach 1982–1999 kierownik Katedry i Oddziału Klinicznego Ginekologii, Położnictwa i Ginekologii Onkologicznej w Bytomiu.

## Życiorys
Był absolwentem Śląskiej Akademii Medycznej, w 1969 obronił pracę doktorską, w 1981 otrzymał stopień doktora habilitowanego. 9 października 1990 uzyskał tytuł profesora nauk medycznych, a w 1995 tytuł profesora zwyczajnego.
Został zatrudniony na stanowisku kierownika w Katedrze i Oddziale Klinicznym Położnictwa i Ginekologii na Wydziale Lekarskim w Zabrzu Śląskiej Akademii Medycznej w Katowicach. W 1993 roku kierował zespołem, który po raz pierwszy w Polsce doprowadził do narodzin dzieci po zastosowaniu klasycznej techniki sztucznego zapłodnienia GIFT.
Był konsultantem wojewódzkim z zakresu położnictwa i ginekologii. W 1994 wybrano go na wiceprzewodniczącego Oddziału Katowickiego Polskiego Towarzystwa Ginekologicznego (PTG). Był członkiem Senatu ŚAM. Od 1995 przewodniczył Sekcji Chirurgii Ginekologicznej PTG.
Zmarł nagle 13 lipca 1999. Spoczywa na cmentarzu Park Pamięci w Rudzie Śląskiej (sektor DA, rząd 2, grób nr 4).

## Odznaczenia
- Krzyż Kawalerski Orderu Odrodzenia Polski (1998)[8]